# Ulisse Grifoni

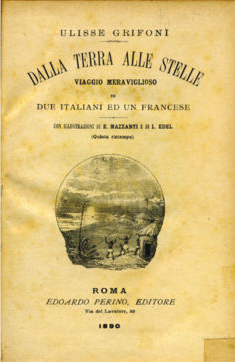
Illustration par Enrico Mazzanti (1850-1910) du roman de science-fiction Dalla Terra alle stelle de Ulisse Grifoni, édition de 1890.

Ulisse Grifoni, né en 1858 et mort le 4 juin 1906, est un écrivain italien.

## Biographie
Professeur d'histoire et de géographie dans le secondaire, Ulisse Grifoni a collaboré avec diverses revues spécialisées dans la rédaction de textes en géographie. Il est devenu célèbre surtout pour avoir écrit quelques romans de science-fiction tels que Da Firenze alle stelle, publié en 1885 qui sera complété pour devenir Dalla Terra alle stelle. Viaggio meraviglioso di due italiani ed un francese, édité en 1890.
En 1899 Grifoni a publié en 1899, à la maison d'édition La Milano, un roman de science-fiction, Il giro del mondo in 30 giorni, qui est précédemment paru par épisodes dans La Domenica del Corriere.

## Œuvres

### Romans
- Da Firenze alle stelle, 1885
- Dalla Terra alle stelle. Viaggio meraviglioso di due italiani ed un francese, 1890[3].
- Il giro del mondo in 30 giorni, 1899
- Dopo il trionfo del socialismo italiano. Sogno di un uomo di cuore, 1907
- Un romanzo d'amore a Rapallo, 1907